# ТЕС Ріффа
26°7′13″ пн. ш. 50°35′23″ сх. д. / 26.12028° пн. ш. 50.58972° сх. д.
ТЕС Ріффа – теплова електростанція у Бахрейні.
У 1978 – 1980 роках на майданчику станції ввели в дію п’ять встановлених на роботу у відкритому циклі газових турбін від Siemens потужністю по 50 МВт. 
У 1983 – 1984 роках станцію підсилили другою чергою, яка мала шість турбін швейцарської компанії Brown Boveri & Cie потужністю по 75 МВт. У другій половині 2000-х компанія Alstom провела їх модернізацію до рівня GT13DM.
Як паливо станція використовує природний газ (можливо відзначити, що саме у 1970-х в Бахрейні почався розвиток газозбірної системи формації Хуфф родовища Бахрейн, а також ввели у дію газопереробний завод Banagas).